# Германска демократична република
Германската демократична република (на немски: Deutsche Demokratische Republik), съкратено ГДР (DDR), неофициално наричана Източна Германия, е бивша германска социалистическа държава от ХХ век.
Основана е на 7 октомври 1949 г. в съветската окупационна зона на следвоенна Германия и в източния (съветски) сектор на Берлин (наричан Източен Берлин). ГДР просъществува до 3 октомври 1990 г., когато се присъединява към Федерална република Германия (ФРГ) въз основа на сключения между тях Договор за обединение на Германия от 31 август 1990 г.

## История
Образуването на ГДР е резултат от противопоставянето в започналата Студена война между Запада и социалистическия Съветски съюз. През 1949 г., 5 месеца след образуването на Федерална република Германия на териториите на западните 3 окупационни зони (на САЩ, Великобритания и Франция), е провъзгласено създаването на ГДР. За президент е избран Вилхелм Пик, сформирано е временно правителство начело с Ото Гротевол и Валтер Улбрихт.
Още от образуването на държавата политическа хегемония в нея получава управляващата 4-партийна коалиция начело с Германската единна социалистическа партия (ГЕСП), създадена (1946) чрез обединяването на комунистическата и социалдемократическата партии. ГДР става преден пост в противопоставянето на капиталистическия Запад, след като влиза в организациите на социалистическия Източен блок – Съвет за икономическа взаимопомощ (1950) и Организация на Варшавския договор (1955). За разлика от другите социалистически страни в нея има частен сектор, обхващащ сферата на услугите и дребните предприятия. И заради това тя става най-богатия Съветски сателит и комунистическа страна изобщо, но въпреки това през цялото й съществуване пропастта между стопанското й развитие и това на Западна Германия нараства, за разлика от нея няма статут на високодоходна икономика и е по-бедна от Португалия, която поне от загубата на Бразилия през 20-те години на 19 век е била най-бедната страна в Западна Европа и в последните десетилетия на режима на Антонио Салазар харчи 40% от бюджета си за войните за удържане на колониите.
Други по-важни дати:
- 1960 г. – създаден е Държавен съвет (колективен държавен глава) с председател В. Улбрихт;
- 1968 г. – приета е нова конституция;
- 1971 г. – подписано е споразумение за Западен Берлин (между окупационните сили СССР, САЩ, Великобритания и Франция);
- 1972 г. – подписан е двустранен договор с ФРГ;
- 1973 г. – влиза в ООН едновременно с ФРГ.

## Политика

### Политическо устройство
За разлика от някои социалистически държави в Източна Европа, в ГДР е налице многопартийна система. Това се дължи на Потсдамското споразумение от 1945 г., според което СССР е задължен да подкрепи демократична форма на управление в своята окупационна зона. Въпреки това политическият живот е доминиран от Германската единна социалистическа партия. Другите основни партии са:
- Християндемократически съюз, след 1990 г. присъединен към ХДС на обединена Германия;
- Демократическа земеделска партия на Германия, представляваща източногерманските селскостопански работници, също присъединена към ХДС след 1990 г.;
- Либерал-демократична партия на Германия – по-либерално настроена партия, присъединена през 1990 г. към Свободната демократическа партия на обединена Германия;
- Национална демократична партия на Германия, също присъединена към Свободната демократическа партия на Германия след 1990 г.

Тези партии, както и редица масови сдружения (Свободна германска младеж, Обединение на свободните германски профсъюзи и Народна солидарност и др.) са включени в т.нар. Национален фронт на демократична Германия.
Парламентът на ГДР се нарича фолкскамер, който е еднокамарен и има 400 депутати. Това е законодателният орган на страната, който назначава членове в Държавния съвет, Министерския съвет и Националния съвет по отбраната.

### Административно деление
ГДР е образувана в съветската окупационна зона, в която влизат 5 исторически германски провинции: Мекленбург-Предна Померания, Бранденбург, Саксония, Саксония-Анхалт и Тюрингия. През 1952 г. страната официално е разделена на 14 окръга със следните окръжни центрове:
- Дрезден (Dresden)
- Карлмарксщат (Karl-Marx-Stadt), днес Кемниц (Chemnitz)
- Лайпциг (Leipzig)
- Гера (Gera)
- Ерфурт (Erfurt)
- Зул (Suhl)
- Хале (Halle)
- Магдебург (Magdeburg)
- Котбус (Cottbus)
- Потсдам (Potsdam)
- Франкфурт на Одер (Frankfurt/Oder)
- Нойбранденбург (Neubrandenburg)
- Шверин (Schwerin)
- Рощок (Rostock)

Източен Берлин има статут на окръг от 1961 г.

### Външна политика
До 1954 г. гражданите на Германската демократична република нямат право да пътуват за почивка в чужбина. След това получават правото да пътуват до Полша и Чехословакия, а с разрешително за пътуване – и до Унгария, Румъния, България и Съветския съюз.

## Население
Таблицата показва населението на ГДР между 1950 и 1990 г.
| Година | Население  | Гъстота |
| ------ | ---------- | ------- |
| 1950   | 18 388 000 | 171     |
| 1960   | 17 188 000 | 159     |
| 1970   | 17 068 000 | 158     |
| 1980   | 16 740 000 | 155     |
| 1990   | 16 028 000 | 148     |

## Спорт
През 1950 г. ГДР получава правото да се състезава в международни състезания по шахмат. Федерацията по лека атлетика на ФРГ дава на ГДР 2 от своите 7 места в международната асоциация на лекоатлетическите федерации. През 1952 г. Източногерманският олимпийски комитет се опитва да бъде признат от Международния олимпийски комитет, но германците не се явяват на срещата и източногерманските спортисти не получават правото да участват на игрите. През 1955 г. комитетът е признат при условие Източна и Западна Германия да участват с общ отбор.
Към 1956 г. спортисти от ГДР са приети в 26 международни спортни федерации. 3 дни след построяването на Берлинската стена ФРГ прекратява спортните връзки с ГДР. Западногермански спортисти бойкотират международни състезания в ГДР. На световното първенство по хокей на лед през 1961 г. западногерманският отбор не излиза на леда за мача срещу отбора на ГДР, за да не трябва да отдава уважение към емблемата на отбора на ГДР. Отборите се срещат на световното първенство по хокей на лед през 1963 г., където ФРГ печели, а спортистите от ГДР обръщат гръб на знамето на ФРГ по време на награждаването.
През 1962 г. всички държави от НАТО забраняват участието на спортисти от ГДР в първенства, провеждани в тях. Някои международни федерации, например по вдигане на тежести, тенис на маса и бокс, преместват международните първенства в страни извън НАТО, което води до нарушаване на бойкота от страна на страните от НАТО. При награждаването на източногермански спортисти в бойкотиращи страни са изпълнявани други мелодии, например общогерманският химн на Бетовен „Ода на радостта“. ГДР и ФРГ известно време имат общи отбори по тенис на маса, академично гребане, хандбал и лека атлетика.
Към 1966 г. ГДР е призната от всички 48 международни спортни федерации. През 1966 г. на световното първенство по биатлон в Гармиш-Партенкирхен източногерманските атлети са дисквалифицирани заради излизането им в екипи със сърп и чук въпреки предварителните договорки. На зимните олимпийските игри в Гренобъл и на летните в Мексико Сити през 1968 г. за първи път има отделни олимпийски отбори на ГДР и ФРГ.